# アンダンテ・フェスティーヴォ
アンダンテ・フェスティーヴォ（Andante Festivo）JS34は、ジャン・シベリウスが作曲した弦楽合奏曲。最初は弦楽四重奏のために書かれた。フェスティーヴォはイタリア語で「祝祭的な」という意味。
原曲の弦楽四重奏版は、1922年にサイナトゥサロ製作所からの依頼で、その25周年記念祝賀会のための曲として書かれた。初演は同年12月28日の祝賀会において行なわれたが、その際参加者に配付された記念冊子に総譜が収録されている。1930年に、使用任意のティンパニを含む弦楽合奏用に編曲され、1941年に出版された。現在ではもっぱら弦楽合奏版で演奏される。
この作品はシベリウスのお気に入りの曲だったらしく、しばしば自らが指揮する演奏会のプログラムやアンコールで取り上げていて、1939年の自演の放送録音が残されている。1970年代初頭にLPレコードで発売された録音はシベリウス唯一の自作指揮音源として愛されていたが、実際にはこれは全く別の指揮者による演奏の録音であったことが後に判明した。フィンランド放送局はこのミスについて公表し、1995年には本物の録音が発売された。
祝祭的という言葉の一般的なイメージとは異なり、この曲は幾分儀式ばったところもある、荘重で一種宗教的な讃歌となっている。ト長調で始まるが、ホ短調や教会旋法が交錯したり、イ長調に移行したりしながら、冒頭の動機が形を変えて演奏される。そしてト長調のアーメン終止で荘重に曲が締めくくられる。

## 楽器編成
5部の弦楽合奏、ティンパニ（3個、任意）

## 演奏時間
約4〜7分。シベリウス自演の録音では6分。